# 1819年新加坡
|        | 新加坡歷史 |
| 世紀： | 18世紀新加坡 \| 19世紀新加坡 \| 20世紀新加坡                                                                                                 |
| 年代： | 1780年代新加坡 \| 1790年代新加坡 \| 1800年代新加坡 \| 1810年代新加坡 \| 1820年代新加坡 \| 1830年代新加坡 \| 1840年代新加坡                   |
| 年份： | 1815年新加坡 \| 1816年新加坡 \| 1817年新加坡 \| 1818年新加坡 \| 1819年新加坡 \| 1820年新加坡 \| 1821年新加坡 \| 1822年新加坡 \| 1823年新加坡 |
| 紀年： | 己卯年（兔年）、新加坡开埠之年 |

下表整理了1819年新加坡發生的事件，包括政府主要官员、各月大事记和当年出生及逝世的人物。

## 领导人
- 东印度新加坡驻扎官: 威廉·法夸尔

## 大事紀

### 1月
- 1月29日：史丹福·萊佛士爵士在河畔边上登陸新加坡島并与柔佛天猛公会面。

### 2月
- 2月1日：柔佛苏丹胡赛因·沙自廖内群岛前来。
- 2月6日：史丹福·萊佛士與柔佛苏丹胡赛因·沙簽訂條約，獲准在新加坡建立交易站和殖民地。英国聯合傑克旗在皇家山（现普遍称“福康宁山”[1]）上升起，标志着现代新加坡正式開埠。